# Южець-Влосцянський
Южець-Влосцянський (пол. Jurzec Włościański) — село в Польщі, у гміні Стависьки Кольненського повіту Підляського воєводства.
Населення — 230 осіб (2011).
У 1975-1998 роках село належало до Ломжинського воєводства.

## Демографія
Демографічна структура станом на 31 березня 2011 року:
|          | Загалом | Допрацездатний вік | Працездатний вік | Постпрацездатний вік |
| -------- | ------- | ------------------ | ---------------- | -------------------- |
| Чоловіки | 112     | 17                 | 78               | 17                   |
| Жінки    | 118     | 26                 | 58               | 34                   |
| Разом    | 230     | 43                 | 136              | 51                   |